# شريك بن أرطأة
شُريك بْن أَرْطَأَة بن عمرو الْكلابِي العامري من أهل الكوفة، له إدراك(1)، كان مشهوراً في الجاهلية وهو الذي كان تحت يده رهن عامر بن الطفيل وعلقمة بن علاثة، قال ابن حجر في كتابه الإصابة "وابنُه عبد الله بن شريك كان مع المختار بالكوفة".[بحاجة لمصدر أفضل]

## الهوامش
- «1»: الفرق بين الإدراك والصحبة.[3]